# Nick Baumgartner
Nick Baumgartner (ur. 17 grudnia 1981 w Iron River) – amerykański snowboardzista, trzykrotny medalista mistrzostw świata.

## Kariera
Po raz pierwszy na arenie międzynarodowej pojawił się 8 stycznia 2005 roku w Mount Bachelor, gdzie w zawodach Nor-Am Cup zajął dziesiąte miejsce w snowcrossie. Nigdy nie wystąpił na mistrzostwach świata juniorów. W zawodach Pucharu Świata zadebiutował 6 marca 2005 roku w Lake Placid, zajmując 49. miejsce w snowcrossie. Na podium zawodów tego cyklu po raz pierwszy stanął 17 marca 2007 roku w Stoneham, kończąc rywalizację na drugiej pozycji. W zawodach tych rozdzielił Francuza Pierre'a Vaultiera i Drew Neilsona z Kanady. Najlepsze wyniki osiągnął w sezonie 2008/2009, kiedy to zajął trzecie miejsce w klasyfikacji generalnej snowcrossu.
Pierwszy medal wywalczył w 2009 roku, kiedy podczas mistrzostw świata w Gangwon zajął trzecie miejsce w snowcrossie. W zawodach tych wyprzedzili go jedynie Austriak Markus Schairer i Francuz Xavier de Le Rue. Kolejny medal zdobył na odbywających się w 2015 roku mistrzostwach świata w Kreischbergu, gdzie ponownie zajął trzecie miejsce. Tym razem lepsi okazali się Włoch Luca Matteotti i Kanadyjczyk Kevin Hill. Ponadto w parze z Hagenem Kearneyem wywalczył złoty medal w snowcrossie drużynowym na mistrzostwach świata w Sierra Nevada. Na tych samych mistrzostwach był też czwarty indywidualnie, przegrywając walkę o podium z Alexem Pullinem z Australii.
W 2010 roku wystąpił na igrzyskach olimpijskich w Vancouver, gdzie rywalizację w snowcrossie ukończył na 20. pozycji. Bez medalu wrócił także z mistrzostw świata w Stoneham w 2013 roku (7. miejsce) oraz igrzysk w Soczi w 2014 roku (25. miejsce).

## Osiągnięcia

### Igrzyska olimpijskie
| Miejsce | Dzień     | Rok  | Miejscowość | Konkurencja              | Zwycięzca           |
| ------- | --------- | ---- | ----------- | ------------------------ | ------------------- |
| 20.     | 15 lutego | 2010 | Vancouver   | Snowboardcross           | Seth Wescott        |
| 25.     | 18 lutego | 2014 | Soczi       | Snowboardcross           | Pierre Vaultier     |
| 4.      | 15 lutego | 2018 | Pjongczang  | Snowboardcross           | Pierre Vaultier     |
| 10.     | 10 lutego | 2022 | Pekin       | Snowboardcross           | Alessandro Hämmerle |
| 1.      | 12 lutego | 2022 | Pekin       | Snowboardcross drużynowy | –                   |

### Mistrzostwa świata
| Miejsce | Dzień       | Rok  | Miejscowość   | Konkurencja         | Zwycięzca       |
| ------- | ----------- | ---- | ------------- | ------------------- | --------------- |
| 3.      | 18 stycznia | 2009 | Gangwon       | Snowboardcross      | Markus Schairer |
| 7.      | 26 stycznia | 2013 | Stoneham      | Snowboardcross      | Alex Pullin     |
| 3.      | 16 stycznia | 2015 | Kreischberg   | Snowboardcross      | Luca Matteotti  |
| 4.      | 12 marca    | 2017 | Sierra Nevada | Snowboardcross      | Pierre Vaultier |
| 1.      | 13 marca    | 2017 | Sierra Nevada | Snowcross drużynowy | -               |
| 13.     | 1 lutego    | 2019 | Solitude      | Snowboardcross      | Mick Dierdorff  |

### Puchar Świata

#### Miejsca w klasyfikacji generalnej SBX
- sezon 2006/2007: 49.
- sezon 2007/2008: 53.
- sezon 2008/2009: 11.
- sezon 2009/2010: 21.
  - SBX[2]
- sezon 2010/2011: 6.
- sezon 2011/2012: 7.
- sezon 2012/2013: 5.
- sezon 2013/2014: 14.
- sezon 2014/2015: 21.
- sezon 2015/2016: 6.
- sezon 2016/2017: 9.
- sezon 2017/2018: 18.
- sezon 2018/2019: 22.
- sezon 2019/2020: 34.
- sezon 2020/2021: 18.
- sezon 2021/2022:

#### Miejsca na podium w zawodach
1. Stoneham – 17 marca 2007 (snowcross) – 2. miejsce
2. Lake Placid – 1 marca 2008 (snowcross) – 1. miejsce
3. La Molina – 13 marca 2009 (snowcross) – 2. miejsce
4. Valmalenco – 20 marca 2009 (snowcross) – 2. miejsce
5. Veysonnaz – 15 stycznia 2010 (snowcross) – 3. miejsce
6. Stoneham – 17 lutego 2011 (snowcross) – 1. miejsce
7. Arosa – 25 marca 2011 (snowcross)  – 3. miejsce
8. Telluride – 16 grudnia 2011 – (snowcross) – 3. miejsce
9. Blue Mountain – 8 lutego 2012 – (snowcross) – 3. miejsce
10. Montafon – 7 grudnia 2012 (snowcross) – 3. miejsce
11. Blue Mountain – 2 lutego 2013 (snowcross) – 3. miejsce
12. Pjongczang – 27 lutego 2016 (snowcross) – 3. miejsce
13. Veysonnaz – 6 marca 2016 (snowcross) – 2. miejsce
14. La Molina – 5 marca 2017 (snowcross) – 2. miejsce
15. Secret Garden – 28 listopada 2021 (snowcross) – 3. miejsce
16. Montafon – 10 grudnia 2021 (snowcross) – 2. miejsce

- W sumie (2 zwycięstwa, 6 drugich i 8 trzecich miejsc).